# Pierre Monatte
Pierre Monatte (1881-1960) va ser un militant anarquista i sindicalista revolucionari occità, que va realitzar una ingent tasca en el periodisme militant. Nascut el 15 de gener de 1881 a Monlet (Alvèrnia, Occitània, a l'estat francès), fill d'un ferrer i d'una puntaire, als 15 anys s'adherí a les Joventuts Socialistes, als 17 col·laborà en una publicació de tendència blanquista, i finalment adoptà les idees anarquistes.
El 1902 va abandonar la seva feina (feia de passant) i se’n va anar a París, on freqüentà amb molts militants anarquistes, contribuí a fundar el Sindicat d'Empleats de Llibreria (sector en el qual treballava), i col·laborà a les publicacions Le Temps Nouveaux i Le Libertaire.
A París va conèixer Émile Pouget, vice-secretari general de la francesa Confederació General del Treball (CGT) en el període 1901-1908; i a instàncies seves va entrar al seu Comitè Confederal.
Fou condemnat i empresonat diversos cops pel contingut dels seus articles periodístics i, finalment, abans del Primer de Maig de 1906, per la seva presumpta participació en un complot de sindicalistes revolucionaris. Un cop alliberat, participà al Congrés Anarquista Internacional d'Amsterdam (agost de 1907) on va exposar la seva concepció del sindicalisme revolucionari basat en l'acció directa i on també va mantenir un històric debat amb Errico Malatesta sobre el sindicalisme i la vaga general. El 1908 se’n va anar a Suïssa, fugint de la persecució, emparant-se en el pseudònim Louis Baud.
El 1909 es va casar. Va ser el principal redactor de La Nouvelle Vie ouvrière i va col·laborar a La Bataille Syndicaliste. Però quan, davant la imminència de la Primera Guerra Mundial, la CGT va acceptar formar part de la union sacrée que assegurava la treva temporal entre els diversos moviments polítics i religiosos francesos per a fer front units a Alemanya, Pierre Monatte va dimitir del Comitè Confederal al considerar que era una actitud deshonrosa i claudicant. De totes maneres, el gener de 1915 va ser mobilitzat i en retornà condecorat per “fets de guerra”.
Desmobilitzat el març de 1919, va reprendre la militància. Tornà a editar La Vie Ouvrière on, sota el pseudònim de Pierre Lémont, va fer propaganda del recent procés revolucionari bolxevic. Al Congrés de la CGT celebrat a Lió el setembre del 1919 va fer costat a la minoria sindical. Després d'un nou empresonament, inculpat de “complot contra la seguretat interior de l'Estat”, va ser elegit secretari dels Comitès Sindicalistes Revolucionaris organitzats al si de la CGT, però al mateix temps es va oposar als anarquistes contraris a l'adhesió a la III Internacional Comunista, posició que el va dur a haver de dimitir del càrrec.
A partir del març de 1922 esdevingué redactor de L'Humanité, des d'on va criticar durament la tendència anarquista dins del sindicalisme. No obstant, tot i que havia adherit a la Secció Francesa de la Internacional Comunista (SFIC), en va ser exclòs per haver-ne denunciat els seus mètodes autoritaris.
El gener de 1925 va publicar el primer número de la revista La Révolution prolétarienne, en la línia del sindicalisme revolucionari de la Carta d'Amiens i on van col·laborar-hi nombrosos anarquistes. De fet, el 1930 formà part del Comitè dels 22 per la Unitat Sindical que, sota els postulats de la Carta d'Amiens, agrupava militants autònoms de la CGT i de la Confederació General del Treball Unitària (CGTU) amb la intenció d'aconseguir la reunificació sindical, i que establiren les bases per a la formació del Front Popular i per a les vagues de juny de 1936. En aquests anys formarà part del Comitè Sindical d'Acció contra la Guerra i el Feixisme i del Comitè de Vigilància dels Intel·lectuals Antifeixistes, alhora que denuncià durament els estalinistes Processos de Moscou.
Durant la Guerra Civil espanyola va mostrar la seva solidaritat tan a la Confederació Nacional del Treball (CNT) com al Partit Obrer d'Unificació Marxista (POUM). Durant l'ocupació nazi de França, mantingué contactes amb la resistència.
La Révolution Prolétarienne, que havia deixat de publicar-se a partir de 1939, reaparegué el 1947 atacant “les maniobres estalinistes i el reformisme sindical”. Quan la CGT es divideix, Pierre Monatte fa costat al sector que rebutjava la influència comunista i que acaba fundant Força Obrera (FO) el 1948, sota el lideratge de Léon Jouhaux. En aquesta època, Monatte treballava com a corrector d'impremta al periòdic France Soir. El 1952 es va jubilar, i després de nombroses operacions entre 1958 i 1959, va morir d'una hemorràgia cerebral el 27 de juny de 1960 al seu domicili de París. Els seus arxius es troben dipositats a l'Institut Francès d'Història Social (IFHS) de París.